# Bockstadt
Bockstadt é uma vila e antigo município da Alemanha localizado no distrito de Hildburghausen, estado da Turíngia. Desde 31 de dezembro de 2013, forma parte da cidade de Eisfeld.
Eisfeld é a Erfüllende Gemeinde (português: municipalidade representante ou executante) do município de Bockstadt.